# Casalbruderschaft
Die Casalbruderschaft, auch Kasalbruderschaft, war ein Ritterbund in Bremen im 14. Jahrhundert, der nach Unruhen um den Mord an einem Ratsherren 1349 aus der Stadt vertrieben wurde.

## Die Bruderschaft
Die Bezeichnung Casalbruderschaft leitet sich vom Versammlungsort der Mitglieder des Bundes ab, dem Casal (von lateinisch Casa, ‚Haus‘) der Familie von Gröpelingen, einem befestigten steinernen Wohnturm in der Obernstraße Ecke Kreyenstraße. Anführer der Gruppe waren Conrad (auch Cordt oder Curdt) von Gröpelingen der Ältere, der aus einem ritterlichen Ministerialengeschlecht stammte und Eigentümer des Casals war, sein Vetter Conrad von Gröpelingen der Jüngere und Johann Duckel. Über Zweck und Zeitpunkt der Gründung der Bruderschaft liegen keine Aufzeichnungen vor. Wahrscheinlich handelte es sich ursprünglich um eine Gemeinschaft von Patriziern zur Einübung ritterlicher Fähigkeiten für Turniere. Die Mitglieder entstammten Familien, die im Dienst des Erzstifts Bremen zu Reichtum und Macht gelangt waren. Diese einflussreichen Geschlechter gerieten im 14. Jahrhundert zusehends in einen machtpolitischen Gegensatz zur Mehrheit im Bremer Rat – ein Konflikt, der bereits 1304, nach der Ermordung von Arnd von Gröpelingen, einem Verwandten Conrads des Älteren und des Jüngeren, zu Unruhen in der Stadt geführt hatte.

## Der Mordfall und die Folgen
Im Laufe der Zeit erwarben die Casalbrüder darüber hinaus einen schlechten Ruf, da ihnen „gewaltthätiger Frevel mancher Art“ nachgesagt wurde und sie von ihren Gegnern in der bürgerlichen Oberschicht „als nicht echt bürgerlichen Blutes und Sinnes“ verdächtigt wurden. Die Spannungen spitzten sich zu, als in der Nacht des 25. Februar 1349 der Casalbruder Otto Lange Mertens (auch Langemertens und Lange Martens geschrieben, Sohn eines Ratsherrn) an der Balgebrücke seinem Onkel Bernd Vogt auflauerte, mit dem er im Streit lag. Als sich im Dunkeln ein Mann der Brücke näherte, griff Lange Mertens diesen an, verletzte ihn im Verlauf eines Kampfes tödlich und floh. Bei dem Opfer handelte es sich jedoch um den Ratsherrn Hinrich Grove, den Lange Mertens wohl im Glauben attackierte, Vogt vor sich zu haben. Am Tatort wurden am nächsten Morgen neben dem Opfer die Heuke (ein Umhang) und die Gugel (eine Kapuze) des Angreifers gefunden, die er während des Überfalls offenbar verloren hatte. Sie wurden auf eine Stange gehängt und durch die Stadt getragen und führten so zur Identifizierung und Ergreifung des Casalbruders.
Als Lange Mertens wegen des Mordes an Grove im Rathaus vor ein Blutgericht gestellt werden sollte, stürmten Mitglieder der Casalbruderschaft, angeführt von Johann Duckel, bewaffnet in das Rathaus, um seine Freilassung zu erzwingen. In der Folge kam es zu einem Handgemenge, bei dem der spätere Ratsherr Richard Reme verletzt wurde. Der Rat ließ die Sturmglocke läuten, woraufhin eine große Zahl bewaffneter Bürger herbeieilte. Die Casalbrüder inklusive Otto Lange Mertens flohen aus der Stadt. Der Casal der Familie von Gröpelingen wurde niedergerissen. Am 27. Februar wurden die Casalbrüder Conrad von Gröpelingen der Ältere, Conrad von Gröpelingen der Jüngere, Johann Duckel sowie seine vier Brüder Gerhard, Eberhard, Heinrich und Franko friedlos gelegt (geächtet) und ihnen bei Verlust des Kopfes verboten, in die Stadt zurückzukehren. Außerdem wurde der Ratsherr Albert Paal (auch Yspal geschrieben) – der wohl Partei für die Casalbrüder ergriffen hatte – am 27. Februar 1349 aus dem Rat verwiesen.

## Das Nachspiel
Einige Zeit später wurde der Casalbruder Heinrich Duckel, der der Ächtung zum Trotz nach Bremen zurückgekehrt war, beim Paulskloster aufgegriffen und erschlagen. Im Jahr 1363 wurde der Ratsherr Marten Lange Martens, ein Bruder von Otto Lange Mertens, zum Tode durch Verbrennung verurteilt, als er versuchte, mittels einer gefälschten Handfeste (einer Urkunde) in den Besitz des Grundstücks der Familie von Gröpelingen an der Obernstraße zu gelangen. Im 17. Jahrhundert bewohnte dieses Grundstück dann der Eltermann Burchard Lösekanne.